# Městská knihovna Jihlava
Městská knihovna Jihlava, příspěvková organizace je veřejná univerzální knihovna, jejímž zřizovatelem je město Jihlava. Knihovna se za dobu svého působení několikrát přestěhovala, od roku 2003 se nachází v ulici Hluboká. Instituce je pověřena výkonem regionálních funkcí pro knihovny nacházející se na území okresu Jihlava.

## Historie
V roce 1894 byl postaven Besední dům, ve kterém se nacházela knihovna, později byla přejmenována na Českou veřejnou knihovnu. V roce 1945 se knihovna přestěhovala na Masarykovo náměstí. V roce 1951 jí byl udělen status krajské knihovny, v roce 1960 už byla jen okresní knihovnou. První pobočka (Bedřichov) byla otevřena roku 1970. Po sto letech od založení se instituce stala opět městskou knihovnou, budova knihovny byla vrácena Královské kanonii premonstrátů na Strahově. V roce 2003 se knihovna přestěhovala do nově zrekonstruované budovy někdejšího jezuitského gymnázia v Hluboké ulici, která je od roku 1982 památkově chráněná.

### Současnost
V roce 2020 měla knihovna 7475 čtenářů, z tohoto počtu bylo 2299 dětí. Ve stejném roce bylo evidováno 221 174 návštěv knihovny a čtenáři si vypůjčili celkem 276 849 dokumentů. Velikost knihovního fondu činila 189 905 dokumentů. Pro zájemce uspořádala knihovna 240 akcí, 121 vzdělávacích a 119 kulturních.

## Oddělení knihovny
- Oddělení pro dospělé
- Studovna a čítárna
- Internetová studovna
- Hudební oddělení
- Zvuková knihovna
- Oddělení pro děti a mládež
- Studovna pro mládež

## Služby
- půjčování knih, časopisů, audioknih, společenských her, čteček, e-knih
- meziknihovní výpůjční služba
- počítače a připojení k internetu
- kopírování, tisk
- vytvoření rešerše
- přístup do systému Codexis
- zvukové knihy pro nevidomé a slabozraké
- možnost vracení knih do biblioboxu

### Vzdělávání
- pro děti: tematické besedy a přednášky, Kniháčkovo počteníčko
- pro studenty: exkurze, hudební pořady
- pro dospělé a seniory: besedy, cestopisné přednášky, kurzy

### Kultura
- besedy a přednášky na nejrůznější témata
- výstavy, vernisáže, koncerty
- pasování prvňáčků na čtenáře
- akce pro děti

## Pobočky
Kromě hlavní budovy poskytuje Městská knihovna v Jihlavě knihovnické služby ve 3 svých pobočkách:
- Bedřichov, Kollárova 4766/19
- Březinova, Březinova 4690/144
- Horní Kosov, S. K. Neumanna 590/22

## Galerie

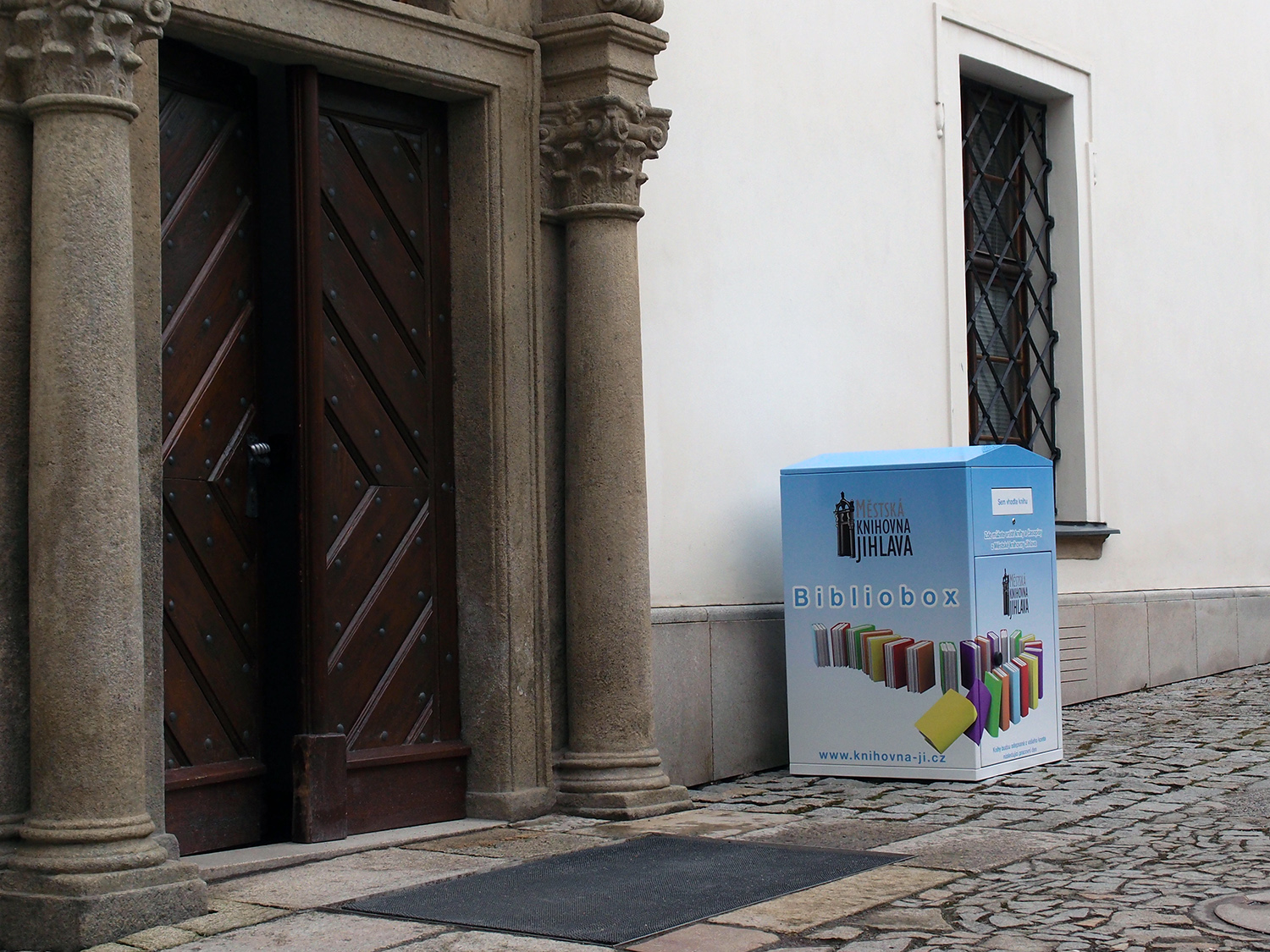
Bibliobox před knihovnou